# Festival de conte
 (juin 2008).
Un festival de conte est un événement culturel.

C'est souvent une fête annuelle réunissant des conteurs locaux, régionaux, connus nationalement ou internationalement. Chaque conteur dispose d'un temps déterminé pour raconter son ou ses histoires au public. Les conteurs sont souvent des artistes professionnels, mais des artistes semi-professionnels ou des amateurs peuvent aussi participer.
Des instants si intenses de complicité entre celui qui raconte et celui qui écoute. Les imaginaires se rencontrent pour entrer dans un monde magique. Les conteur nous font rêver grâce à une technique rigoureuse dans la fragilité de l’instant. Le plaisir de découvrir des histoires favorise le passage des jeunes au plaisir de lire.
Un festival peut durer un ou plusieurs jours. Suivant l'affluence, les conteurs disposent de tranches de temps pour présenter leurs contes. Les conteurs peuvent faire des tournantes entre de petits groupes de public ou le public peut circuler d'un lieu de spectacle à l'autre. Des chapiteaux ou une amplification peuvent y être utilisés pour les prestations extérieures. Les spectacles peuvent aussi avoir lieu dans des auditoriums, des salles de théâtre ou cinéma, des bâtiments historiques, des salles de classe ou des gymnases. Souvent les festivals de contes ont un "micro ouvert" où des amateurs peuvent présenter leurs contes. Certains festivals organisent un concours des meilleurs conteurs.
Une tradition dans beaucoup de festivals, y compris au National Storytelling Festival (en) (États-Unis) : les tickets « papier » sont remplacés par des morceaux d'étoffes qui sont épinglés et portés par les participants du festival. Ces étoffes ont des dessins différents ou uniques chaque année et les couleurs peuvent varier pour distinguer les niveaux de participation.

## Festivals notoires

### Belgique
- Festival du Conte de Louvain-la-Neuve au Post', tous les ans fin mars organisé par le Kap Contes.
- Festival interculturel du Conte de Chiny, deuxième week-end de juillet, chaque année (Sud de la Province de Luxembourg, proximité de Florenville).
- Estival du Conte de Surice, dernier dimanche de juillet, chaque année (commune de Philippeville)

### Brésil
- Festival international de conte Boca do Céu (Encontro Internacional de Contadores de Historias) à São Paulo, événement bisannuel créé par Regina Machado.

### Burkina Faso
- Festival du Yeleen tous les ans en décembre organisé par La Maison de la Parole de Bobo-Dioulasso.
- Festival contes à Oubri.
- Festival Nuits du conte au village de Sissamba (département de Lâ-Todin) tous les ans en mars, organisé par La Compagnie Théâtrale le Roseau.

### Canada
- Festival International du conte « Jos Violon » de Lévis à la Maison natale de Louis Fréchette, tous les ans à la mi-octobre.
- Festival de contes et légendes des trois rivieres, Rendez-vous familial autour des arts de la parole dans le Vieux Trois-Rivières
- Festival interculturel du conte du Québec, événement qui se déroule tous les deux ans dans plusieurs lieux à Montréal et à travers le Québec vers la fin octobre.
- Festival « Contes et complaintes du littoral », se déroulant dans trois villages de la région Chaudières-Appalaches; Beaumont, St-Michel et St-Vallier, vers le début ou la mi-septembre tous les ans depuis 1998.

### France
- Festival du conte des collines, proposé par les associations de Chanos-Curson et Mercurol-Veaunes (Drôme), sur une semaine mi-janvier.
- Festival Contes en Chemins festival itinérant autour des arts de la parole, 10 jours en juillet en Deux-Sèvres
- Festival Au Fil du Conte en Charente, entre septembre et octobre
- Festival du Conte en Val d'Oise, entre novembre et décembre, plus de soixante séances de contes pour tous les publics sont proposées gratuitement dans les bibliothèques du Val d'Oise.
- EPOS, le festival des histoires, première semaine de juillet tous les ans à Vendôme (41) organisé par le CLiO (Conservatoire contemporain de Littérature Orale) et dédié aux histoires et aux textes épiques.
- Festival Mythos à Rennes, festival des arts de la parole (conte, chanson française, récit...) entre mars et avril
- Festival du Conte des Alpes-Maritimes, créé en 1990, il commence traditionnellement le 15 juillet et dure une semaine
- Le Festival féerique de Locronan
- Festival Tous humains sous les étoiles festival humaniste donnant une grande place au conte, a lieu vers la fin du mois d'aout à Colmars (4).
- Festival de Bouche à Oreilles, Festival de Contes et Légendes en Pays de Nied (Lorraine), du 1er au 31 octobre. En 2011, 18e édition. Organisé par le Comité du Pays de Nied.
- d'Une Rive à l'Autre, Festival du Conte, de la Parole et de l'Écrit, le dernier week-end de juillet, en Pays de Pange (Lorraine), 5e édition en 2011. Organisé par le Comité du pays de Nied.
- Festival Conteurs en Campagne début novembre - organisé par la Fédération des foyers ruraux du Nord-Pas-de-Calais, il se déroule exclusivement dans le cadre de communes rurales (50 en 2007) sur les départements du Nord et du Pas-de-Calais.
- Festival de Contes de Capbreton, 4 jours début août depuis 19 ans
- Festival Contes d'automne organisé par la Médiathèque départementale de l'Oise, 3 semaines en novembre depuis 11 ans
- Festival de contes Détours et Raccourcis 11e édition du 28 juin au 26 août 2013 - département du Nord
- la Fête du conte de Saint-Quentin-en-Yvelines / mars-avril
- Festival du conte Grande Marée, organisé par l'ADAO (association pour le développement des arts de l'oralité) depuis 1999, il se déroule sur Brest et sa région, du 18 au 28 novembre, et s'adresse au tout public.
- Festival du Conte Petite Marée, pour les tout-petits de 0 à 3 ans, organisé par l'ADAO (association pour le développement des arts de l'oralité)depuis 2006, il se déroule sur Brest et sa région, fin mars
- Festival La Charrette aux Merveilles, organisé dans le Pays de Morlaix (Finistère) durant l'automne. Ouvert à tous, il propose des rendez-vous autour de la parole sous des formes très variées : spectacles, apéritifs, balades...
- Festival "Printa'Nied", Rencontres du Conte en Lorraine, à la mi-avril. 4e édition en 2011. Organisé par Nittachowa
- Festival "à Contre Courant", Soirées festives, rencontres, échanges, partages, au bord de l'eau. En Lorraine, à la mi-août. 2e édition en 2011. Organisé par Nittachowa.
- Festival "l'Eau à la Bouche", soirée apéro conte, pour se mettre en appétit d'écoute, à la mi-septembre, en Pays de Nied (Lorraine). Organisé par le Comité du Pays de Nied.
- Festival Le Temps des Contes, Pays de Grasse (Alpes-Maritimes), la dernière semaine de juillet chaque année (du lundi au vendredi). 3e édition en 2011. Organisé par la Communauté d'Agglomération Pôle Azur Provence.
- Festival du conte et du légendaire les contaminés organisé par l'association Conte à Mi, a Bacouël dans l’Oise 1re semaine de février.
- Festival Nouvelles du conte à Bourdeaux (Drôme), organisé chaque année de juillet à août depuis 1989.
- Festival Las Rapatonadas (Cantal) en novembre, depuis 1981.
- Festival du Conte de Baden - Passeurs d'histoires (Morbihan), depuis 1997. 3e semaine de juillet, chaque année, dans 10 communes. Le festival est partenaire avec le festival RIAPL du Congo, et le festival Contes en Îles, des îles-de-la-Madeleine.
- Festival Couleurs Conte à Strasbourg, depuis 2007. Spectacles, ateliers, conférences,film... en lien avec une thématique annuelle. Fin juin/début juillet.

### Sénégal
- Festival des contes de Gorée

### Suisse Romande
- Festival " La Cour des Contes" de Plan-les-Ouates, début mai.
- Festival International du Conte de Fribourg, scène créée par le Storyteller Museum en collaboration avec l'Université de Fribourg et le festival La Cour des Contes (début mai, Fribourg)
- Le Festival " Bouche à Oreille" La Parfumerie, Genève, en octobre
- Le Festival international de conte « Les 7 langues du dragon » Lausanne, été
- Mini-Festival de contes " Les enfants racontent" Fête des Couleurs, Aigle, en juillet
- "Festival du conte" Montreux, en novembre et décembre

### Togo
- Festival " Le Gain du Conteur", en décembre.
- FESCONTE, Festival International de Conte du Togo

### Grèce
- La Fête internationale des Contes La Fête des Contes de Kéa à Κéa, organisé chaque année depuis 2003.
- Le Festival des Contes du mont Olympe à Kallipéfki, organisé tous les deux ans depuis 2003.

## Centre des Contes et Légendes
- le Centre des Contes et Légendes est un Centre d'art unique en France constitué d'une scène extérieure de 300 places, deux salles de 138 et 62 places, une médiathèque, une résidence d'artistes situé dans le Château de Bernicourt à Roost-Warendin dans la région Nord-Pas-de-Calais[1].